# ワイン醸造

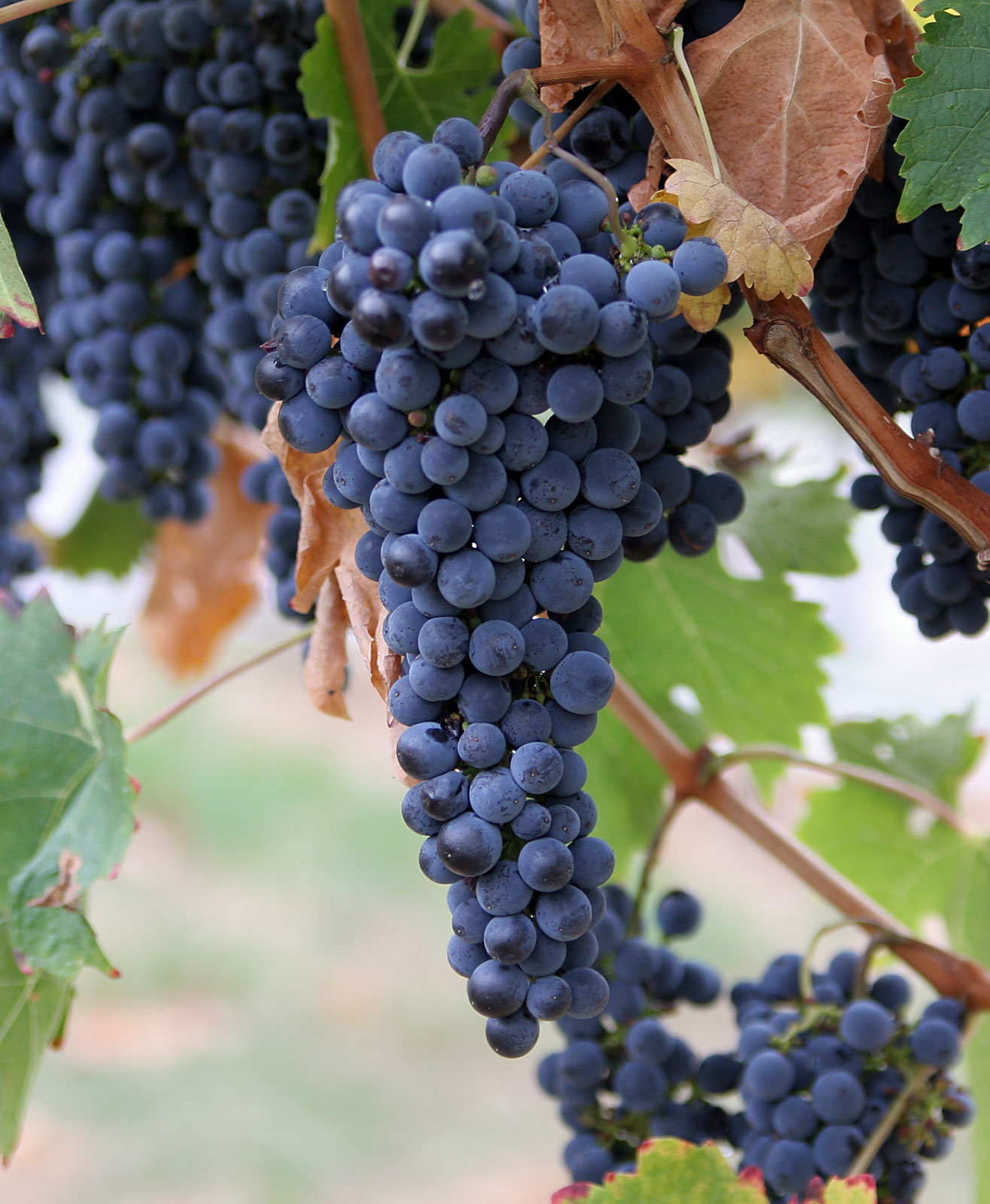
ワインの原料となる葡萄

ワイン醸造（ワインじょうぞう）では、ワインの製造工程全体について解説する。ワインは醸造だけでなく、それに先立つブドウなどの原料選びから、2度にわたる発酵、瓶（ワインボトル）詰めるまでを経て完成する。ワインの醸造所をワイナリーと呼ぶ。
ワイン製造の歴史は数千年前にまで遡る。ワイン醸造やワインについての科学は、ワイン学と呼ばれており、また、ワインを造る人は、ワインメーカーやヴィントナー（vintner）と呼ばれる。ブドウを栽培する技術・学問を英語でヴィティカルチャー（viticulture）と言い、ブドウの品種は幅広い。
ワインの醸造法は大きく分けて2つあり、通常の製造法（無炭酸）と、スパークリングワイン製造法（炭酸が入る種類）がある。赤ワイン、白ワイン、そしてロゼワインは他の主要なワインの分類である。ほとんどのワインはブドウから製造されているが、他の植物を材料から造られることもある（フルーツワイン）。他の類似した低アルコール飲料には、水と蜂蜜を発酵させて造る蜂蜜酒や、馬の乳を発酵させた馬乳酒等がある。

## 製造過程

圧搾作業によって抽出される成分が示されているブドウの解剖図

最初に、収穫したブドウを、ワイナリーに持ち込み、品質などによって選別したのち、発酵させる。この段階から赤ワインの製造法と白ワインの製造法に分かれる。赤ワインの場合、赤ぶどうか、黒ぶどうのムストから造られ、また発酵はワインに紅い色を付けるブドウの皮の成分と共に行われる。白ワインも同様に、搾ったブドウからジュースを抽出することによって、発酵工程を通して造られるが、その際ブドウの皮は除去される。稀にブドウの皮との接触をできるだけ抑えるという技法で、赤ぶどうを材料として白ワインが製造される場合もある。ロゼワインは、ピンク色を付けるのに十分な長さの分黒っぽいブドウの皮に接触させる、もしくは赤ワインと白ワインを混ぜたりするような特殊な技法を用いることによって、独特のピンク色を出すことができる。白ワインやロゼワインは皮に含まれるタンニンをあまり抽出せずに造られる。
ワインにおいての一次発酵を開始するためには、酵母が加えられるか、酵母が空気中やブドウ内において存在することが鍵となる。白ワインの場合、酵母はジュースに直接加えられる。酵母を加え、発酵を行っていると、やがて二酸化炭素がブドウ果汁のうちの多くの糖分を、アルコールと二酸化炭素に変えるようになる。その後いずれ二酸化炭素は大気中に失われる。
一次発酵が終わった後、フリーラン果汁（ブドウを潰した後、｢自然に」滴る果汁）がポンプを使ってタンクに送られ、液中の皮を圧搾して圧搾して残りの果汁とワインを抽出する。その後、製造者の裁量で、プレス果汁（フリーラン果汁とは反対に、残った固形分から人工的に絞り出した果汁）がフリーラン果汁へ混合された後、ワインは暖かい環境に置かれるが、その際ワイン内の糖分は、アルコールと二酸化炭素に変化する。
赤ワインの製造における次の工程がマロラクティック発酵である。これは、液中の「シャキシャキした青りんご」から抽出されたようなリンゴ酸を、乳酸菌の働きにより「なめらかで、やわらかい」乳酸に変換させ、ワインの味をまろやかにする工程である。また赤ワインは時折、数週間または数か月間オーク樽に移して熟成させる場合もある。オーク樽での発酵や熟成はワインに適度な酸素と香りを与えるが、費用が1000ドル程度かかり3～5年で耐用年数が切れるため、コスト抑制や樹木の保護、味わいの多様化といった目的でコンクリートや土器・陶器にワインを入れる醸造所もある。
また、それ以前にワインは、寝かして澄ましたりするなどして調節することも重要である。
ブドウを収穫して調達してから、ボトリングされて飲まれるまでの間には、ボージョレ・ヌーヴォーのように数か月しかかからない場合もあれば、高濃度の酸、タンニンまたは糖分が高いワインのように、20年以上かかる場合もある。しかし、たった1年後よりも5年後に味わいがよくなるものは赤ワインで10%、白ワインで5%ほどしか存在しないという研究結果も存在する。ワイン醸造者が目指しているワインの質などによっては、これらの今述べたような工程を省いたり、組み合わせたりすることもある。また、同等の品質を持ったワインの多くは、ある生産方法に類似こそしているも、明らかに違ったやり方で生産されており、品質は出発材料の属性によって決められるので必ずしも醸造中に取られる措置ではない。その場合、以下のような手順が取られる。
スパークリングワインやシャンパンといったものの場合、付加的な「二次的」発酵というものがボトルの中で自然と行なわれ、ワインの中に閉じ込められていた二酸化炭素が融け、独特の泡が発生する。また、甘みの強いスイートワインや半辛口のオフドライワインは、内部の全ての糖分がエタノールに変換される前に発酵を阻止し、残存糖が液中に残るのを許すことによって造られる。これは、ワインを冷却したり、硫黄などの添加剤を加えたりして酵母の活動を抑制させるか、滅菌濾過して液中の酵母やバクテリアを除去するなどして行われる。
甘口ワインは、初期の果実の糖度の凝縮を、ブドウの収穫時期を遅らせたり（後期収穫ワイン）、またはブドウを凍結させたり（アイスワイン）、さらには果実を灰色かび病の原因となるBotrytis cinereaという菌を使って脱水させてつるや棚、簾などに寝かせてレーズンのような状態にするよう促したりすることによって（貴腐ワイン）、より濃縮させた上で造られる。他の糖度が大きいワインだと、強めの糖分・エタノールが、酵母活性を遅らせるので、発酵は自然に停止する。
同様に、ポートワインの様な、アルコール度数の強いワインでは、決まった時期に発酵を止め、目標とされる糖分レベルに達した際にアルコール含有量を調整するために、高プルーフの、ブドウを原料とする蒸留酒（ブランデー）が別に加えられる場合もある。他の場合では、ワインメーカーは、ブドウ酒とは別に、甘いブドウジュースを用意しておき、発酵が終了したワインに追加する場合もあるのだが、これはドイツ語でズースレゼルヴと呼ばれる技術である。
なおこの作業は、処理や有益な使用を必要とする汚水、絞りかす、おりなどが必然的に発生する。
偽物のワインは、ブドウを使用せずに、主に水やエタノール、アミノ酸、砂糖、有機の化合物などで製造される。

## ブドウ

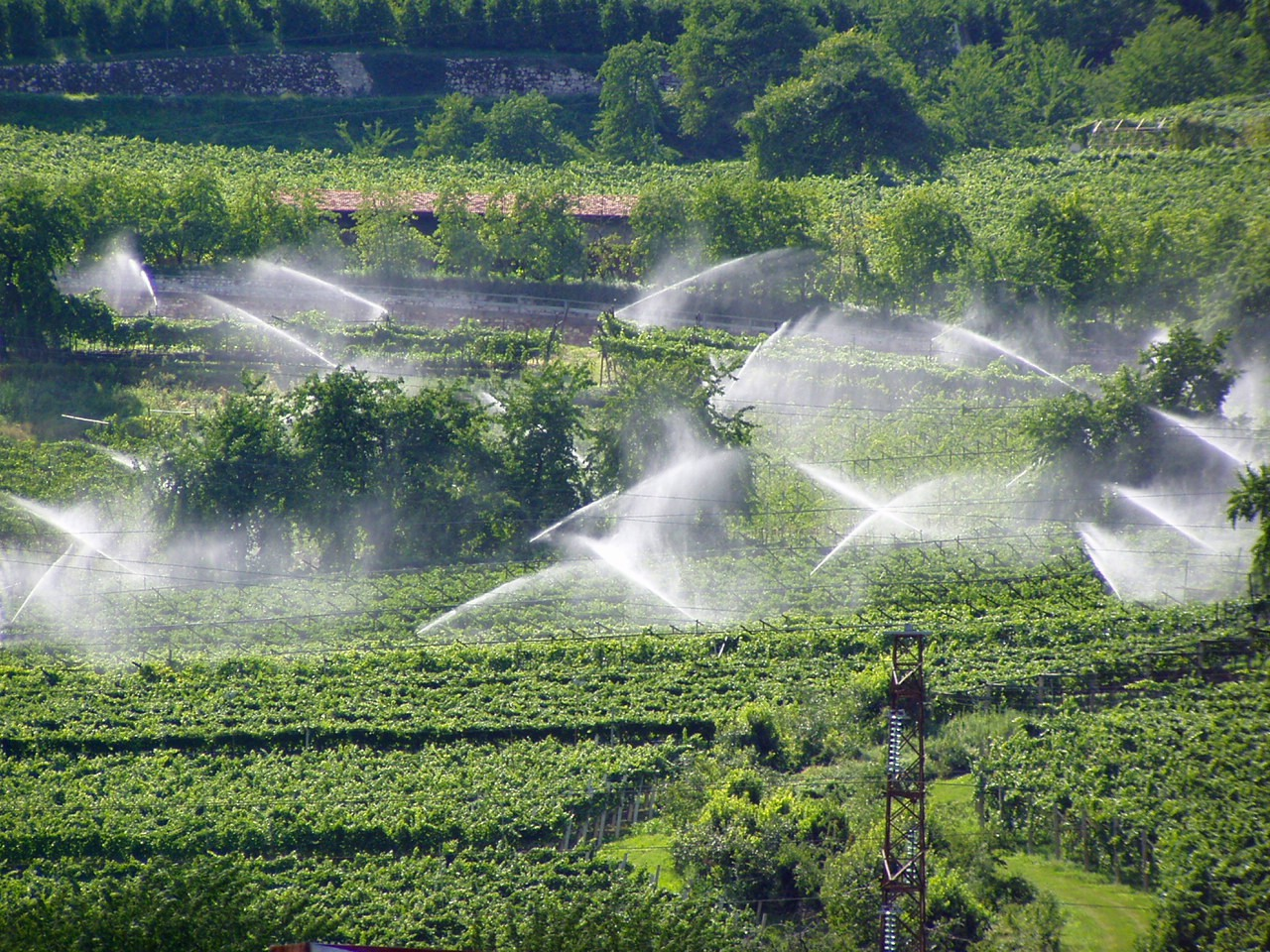
イタリアの葡萄園
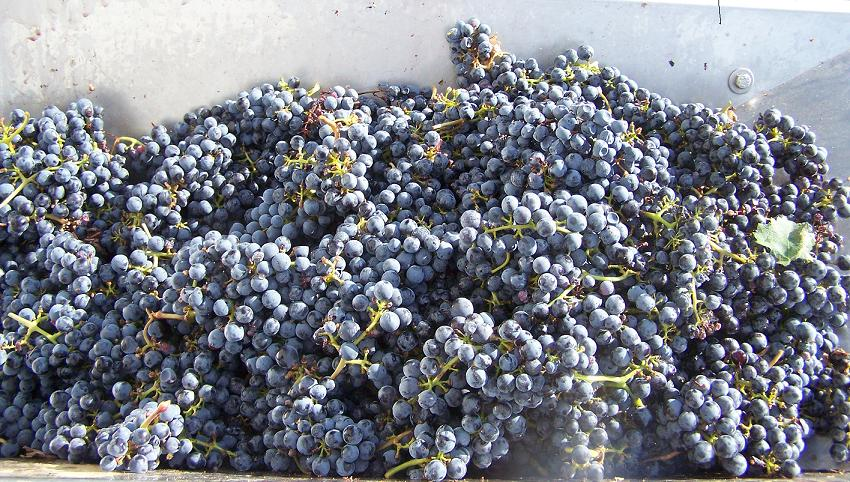
収穫されたブドウ（カベルネ・ソーヴィニョン）

ブドウの品質は、ワインの品質を決める第一の要素であり、その産出地域における季節の気候や品種、土壌の鉱物および酸性、収穫の時期などに影響される。こういったブドウに影響する栽培環境などの情報をテロワールという。
ワインに使われるブドウは普通、北半球では9月上旬ら12月上旬にかけて、南半球では2月中旬から3月上旬にかけて、葡萄園にて収穫される。ただし、タスマニアのような、南半球の比較的涼しい地域においては、収穫の時期が、5月ぐらいまで延びる場合もある。ワインに使われるブドウで最もありふれた品種は、ヨーロッパブドウであり、これはヨーロッパ産ブドウのほとんどを占めている。

## 収穫と除梗

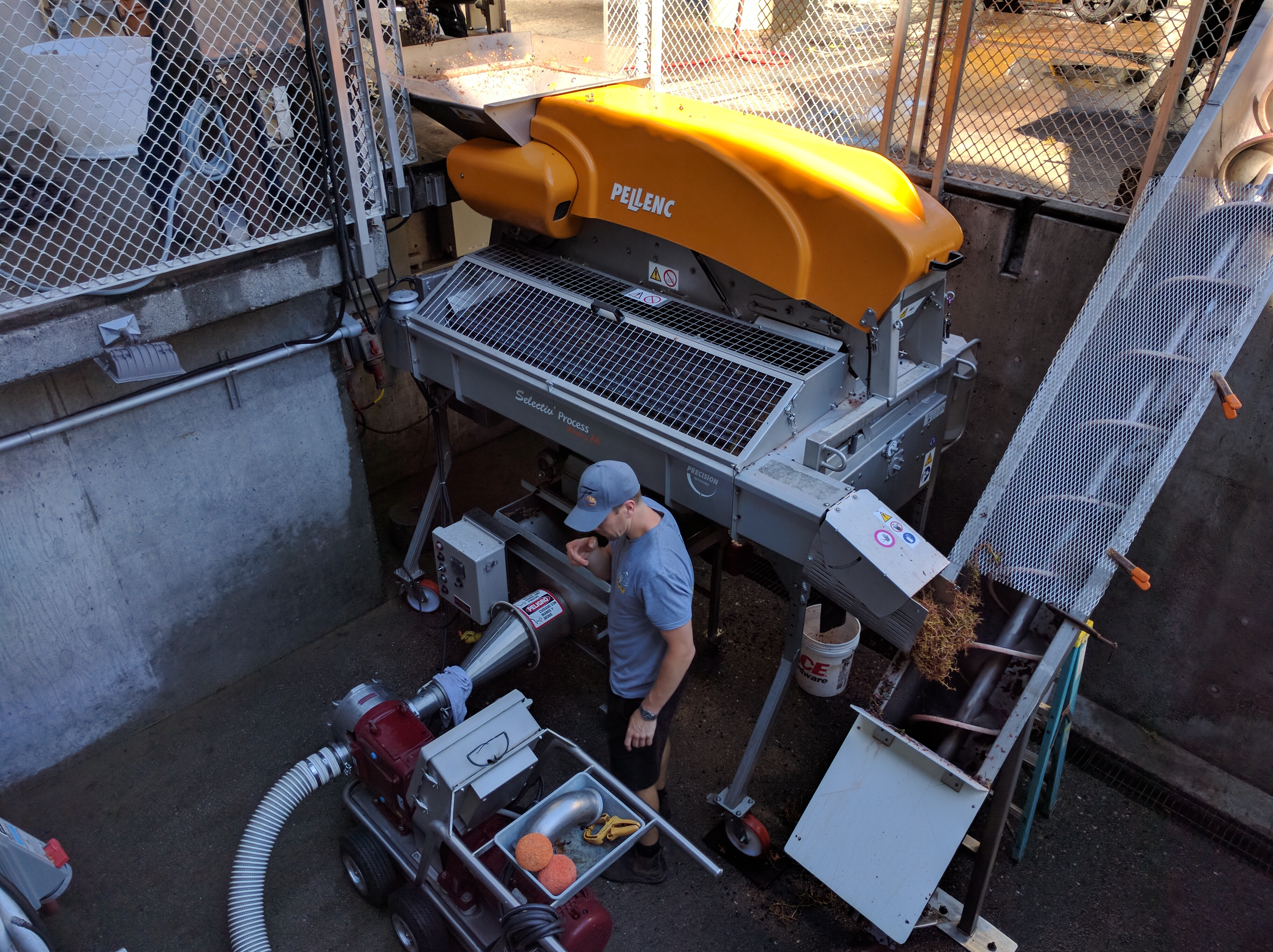
自動茎取り器（米国カリフォルニア州ナパ郡のワイナリー）

ブドウの摘み取りはほとんどの場合、ワイン醸造における最初の作業となっている。ブドウは手作業か機械で収穫される。栽培・収穫する品種などは、糖分（Brixと呼ばれる）、酸（酒石酸当量―それは「TA (Titratable Acidity)」ともしばしば書かれる―で表される滴定可能な酸）の濃度、ブドウのpH、などを参考にした上で、ワイン製造者が決定する。それら以外の考慮すべき事情といえば、生物季節学的な果実の成熟、液果の風味やタンニンの発達（種の色合いや風味）などが挙げられる。

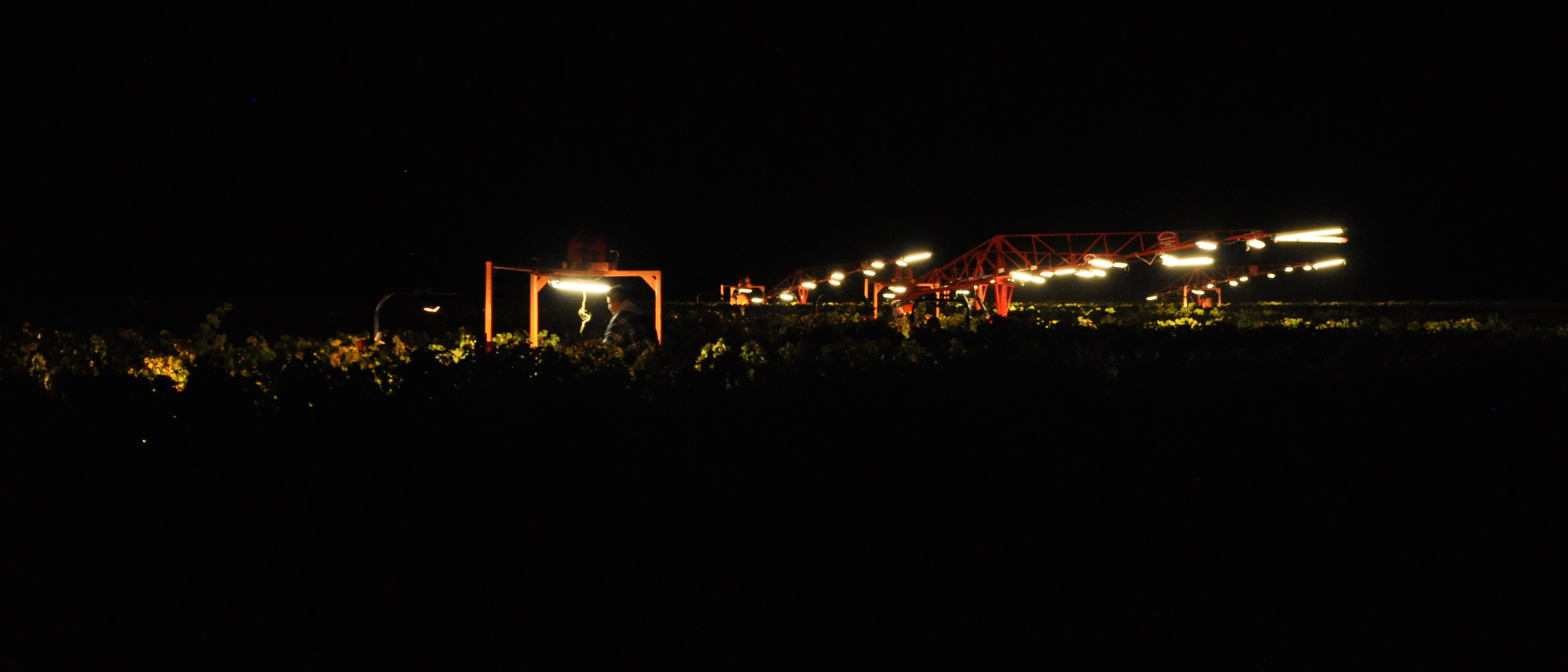
ナイト・ハーベスト（夜間にブドウを収穫すること）を行っているワイン製造者（米国カリフォルニア州ナパ郡）

機械式収穫機は大型のトラクターで、格子網状の造りをしたツルに実っている果実を花軸から、硬いプラスチックもしくはゴムの棒で叩き落す機械である。この機械は、比較的短時間で広範囲に分布しているブドウを収穫でき、また収穫された1トンあたりのブドウにかかった労働力への投資を最小限にできるという利点が存在する。一方で機械式収穫機の欠点としては、ブドウの実ではないもの、とりわけ茎や葉などを一緒に取り込んでしまうことであるが、ブドウのつるが絡まっている格子およびブドウの林冠部分の構造次第では、カビたブドウ、鉄くず、石、さらには小動物や鳥の巣までも混入してしまうおそれもある。ワイン製造者によっては、機械を用いての収穫を行う事前に、つるに付いている鉄くずや葉を果実の中に混入しないよう取り除いておくパターンもある。

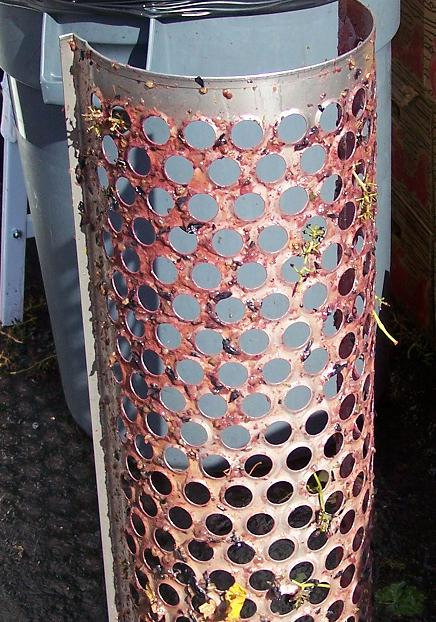
自動除梗器の中央部分。小さい円形のスロットの上にあるへら状の部分が回転して、大きな塊の茎を取り除く仕組みとなっている。
茎をもぎとられたブドウは、円いスロットの中に放り込まれる。だが、ごく少量の茎粒子は、ワインの適度なタンニン構造のために、保たれることが望ましい。

米国では、ブドウジュースの無差別的な摘み取り及び果汁の酸化還元反応を阻止するため、機械式収穫機は、高級ワインの製造ラインにおいてはめったに使用されない。だが、オーストラリアやニュージーランドなどの別の国々では、労働力不足のため、機械式収穫機でのブドウの収穫が一般的である。
手作業での収穫は、その名の通り、手を使って一つ一つ果実を房からもぎ取っていく行為である。米国では、収穫機を使わずに手作業で収穫したブドウは、ワイナリーへ輸送する前に、1トンもしくは2トンビンへ分割される。手作業においての収穫は、ブドウ酒造りに精通した人が、熟れたブドウと熟れていないブドウをより正確に区別できるのみならず、病気やカビなど、様々な欠点があるブドウさえ瞬時に見抜くことが可能という欠点を併せ持っている。これは、一組または一つのタンクに品質の劣ったブドウが混入することを防ぐための、効果的な第一の防御線となりうる。

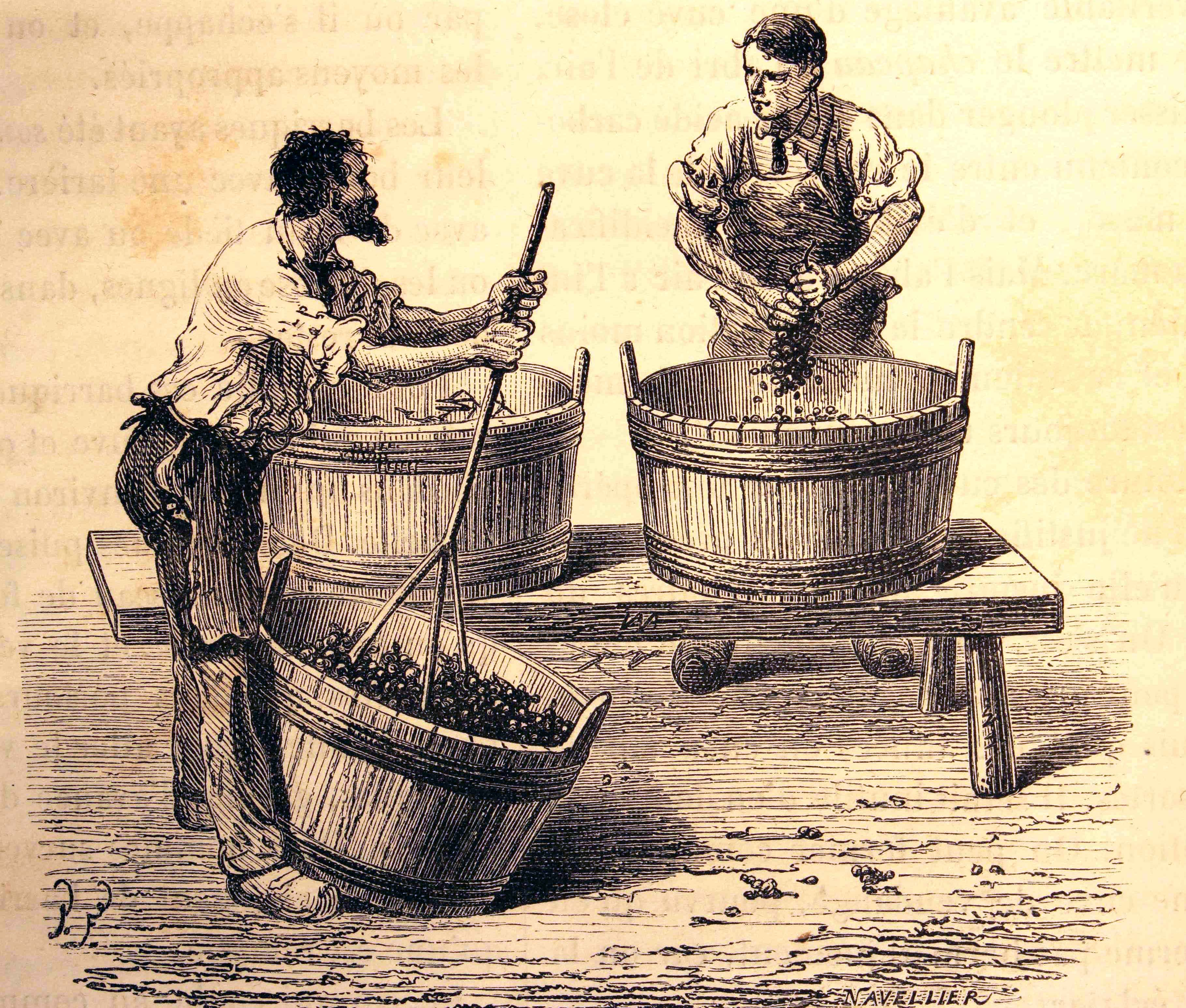
ブルゴーニュの伝統的な除梗作業（1870年頃）J.フェラ画

除梗（じょこう、茎取り）は、その名の通り、ブドウの果実である部分と茎の部分を分別する作業である。ワイン生成手順によっては、結果として生じるワイン中のタンニン濃度や植物性の風味を低下させるために、この作業が行われることもある。　　　　　　　　　

## 破砕と第一次アルコール発酵

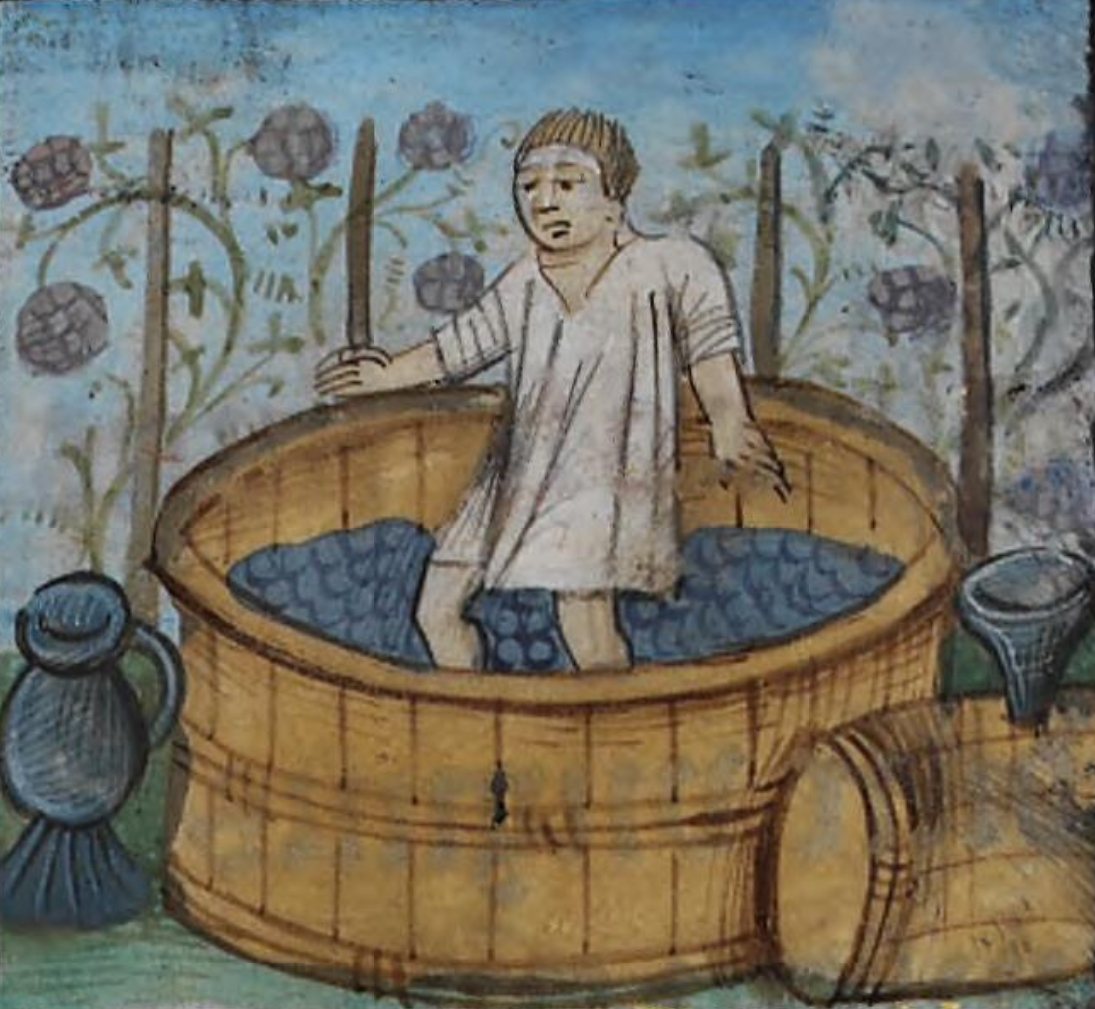
昔の人々はワインを製造する際に、裸足でブドウを圧搾していた。

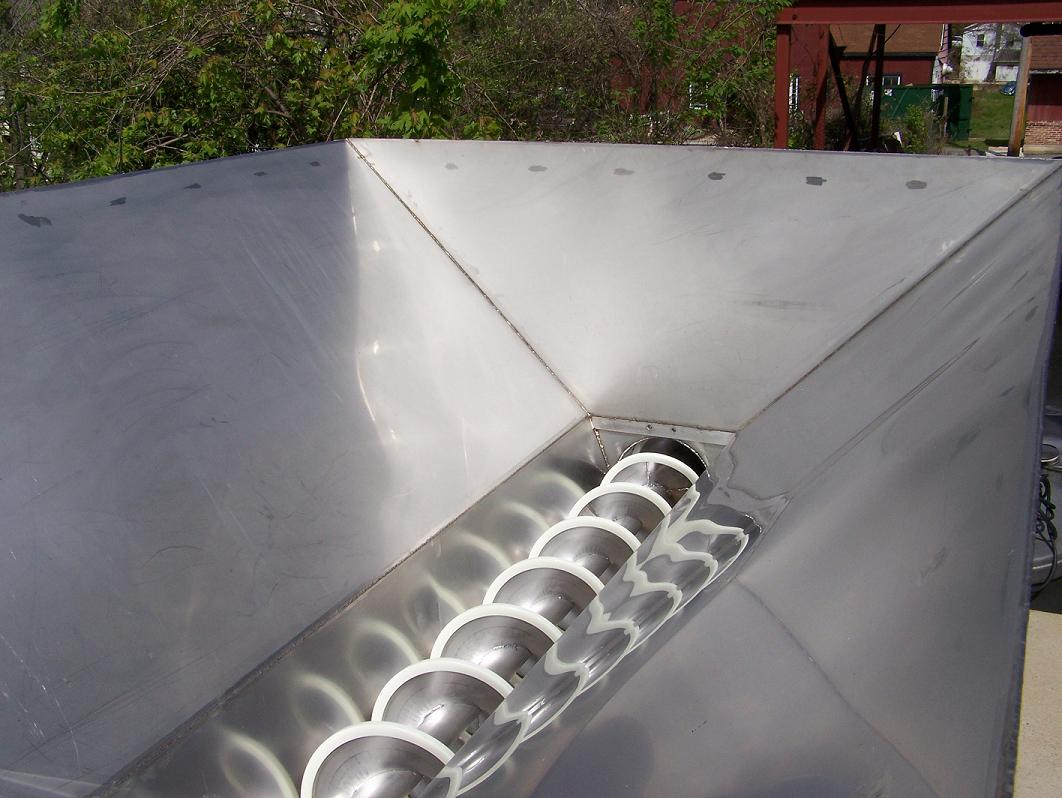
ワイン醸造のらせん状コンベア
除梗破砕機の上に配置されているコンベアは放り込まれたブドウの塊を最初に破砕する。次いで茎が除去され、果汁、皮、種子などは底面から排出されるが、茎は後端部から排出される。

破砕は、ブドウをやさしく圧搾して皮をむき、果実の内容物を遊離させる作業である。より伝統的な、あるいは小規模のワイン醸造だと、裸足もしくは安価な破砕機を用いての作業が行われる。なおこういった場合は、ほぼ同じタイミングで除梗が行われる。しかし、大規模なワイン醸造であれば、機械を用いた茎とりや破砕が行われることが多い。除梗が行われる時は、赤ワインの製造か白ワインの製造かで異なる。白ワインを造る際には、砕かれた果実とともに、茎の部分も圧搾機の中に放り込まれ、すみやかにプレス作業が行われるケースもある。混合物の中の茎の存在は、果汁が平らにされた皮を通して流れるのを助けることによって圧搾を容易にし、やがてブドウの茎は、圧搾機の端に蓄積する。赤ワインの場合、茎は、タンニンの量が比較的多いので、発酵の前に取り除かれる。その代わり赤ワインには、人工的に植物性の香り（緑色のピーマンのにおいを思わせるような、2-メトキシ-3-イソプロピルピラジンの起因による香り）を付けることが可能である。ブドウが必要以上のタンニンを含まない場合、ワインメーカーによっては、あえて一部の茎を残す場合もある。これは、ブドウの茎が「熟した」状態であったり茶色に変色し始めていたら、より受け入れられることである。製造過程における茎の切除というものは、ブドウに余計な量のタンニンを抽出させないということを意味する。これらの場合、茎を切除されたブドウは、皮とその中の果実の部分を分離するために、2つのローラーを通過しなければならないが、それはブドウの皮膚組織の度が過ぎた引き裂きなどを、引き起こす程度ではない。特に、ピノ・ノワールやシラーなどといった「デリケートな」品種においては、部分的な炭酸ガス浸潤によるフルーティな風味の維持のため、ブドウの全てまたは一部を砕かずに残す場合もある。

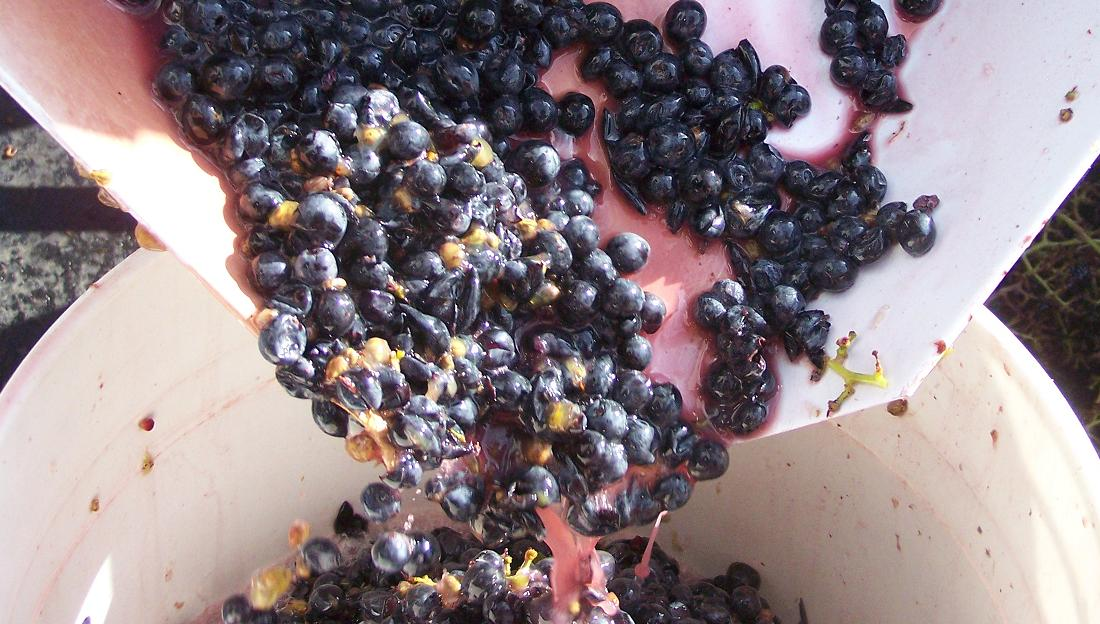
破砕されたブドウが破砕機から出ていく様子

ほとんどの赤ワインの色は、使用したブドウの皮の色に由来している（だが、マルビジン3,5-ジグルコシドアントシアニンで着色された果汁を含んでいる、非ヴィニフェラブドウの品種および雑種は例外）。したがって、絞られた果汁と果皮の関係は、色素抽出物の欠かすことのできない要素である。赤ワインは茎を取り除き破砕した後、発酵（浸軟）の初めから終わりまで常に果汁と接触した状態で果皮はタンクに放置されるといった形で、製造されている。だが、未熟性果実の果汁と皮との入念な圧搾により、赤のブドウから白（無色に近い）ワインを作り出すことは不可能ではない。
一方で、白ワインの場合だと、ブドウの破砕や茎取りが行われることなく処理され、すぐに機械へブドウを投入する場合が多い。これは果実の皮や種子からタンニンの抽出を避けるだけでなく、適切な果汁の流れを、ばらばらになったブドウではなくてブドウの房のマトリックスを通して維持させるためでもある。状況によっては皮同士を接触させるために、ワインメーカーが3時間から24時間ほど白ブドウを破砕することもあり得る。これは、皮の部分からフレーバーとタンニンならびに、重酒石酸塩（酒石酸水素カリウム）の沈殿に関連するカリウムやイオンをも抽出する役割がある。またそれは、過度に酸性なブドウに望ましい、果汁のpHの上昇をももたらす。これは1970年代より、今日まで行われているプロセスであるが、カリフォルニアのソーヴィニヨン・ブランとシャルドネの栽培者を中心に実践されている。
ロゼワインだと果実は粉砕され、皮はワインメーカーが望むワインの色を抽出するのに十分な長さだけ果汁と接触させた状態にさせる。通常ムストは圧力をかけて潰され、如何にも白ワインを造っているかの如く発酵をワインメーカーが続かせる。
一方で、酵母はブドウの果実の上にあらかじめ存在しており、粉状の外観として見えることがしばしばである。一次発酵またはアルコール発酵は天然の酵母によって行うことも可能だが、既存の酵母だと予期せぬ結果をもたらしかねないため、ムストに培養酵母が添加されることもある。天然の発酵体に頼った際の主要な問題点の一つとして、発酵が完全に終了することに失敗することであるが、言い換えると、これは糖分が完全に発酵できなかった状態ともいえる。先述した方法だと、ドライワインを甘くすることさえ可能なのである。だが、この方法だと、天然の発酵物は、しばしば副生成物としての不快な酢酸（酢）の生成を引き起こす。

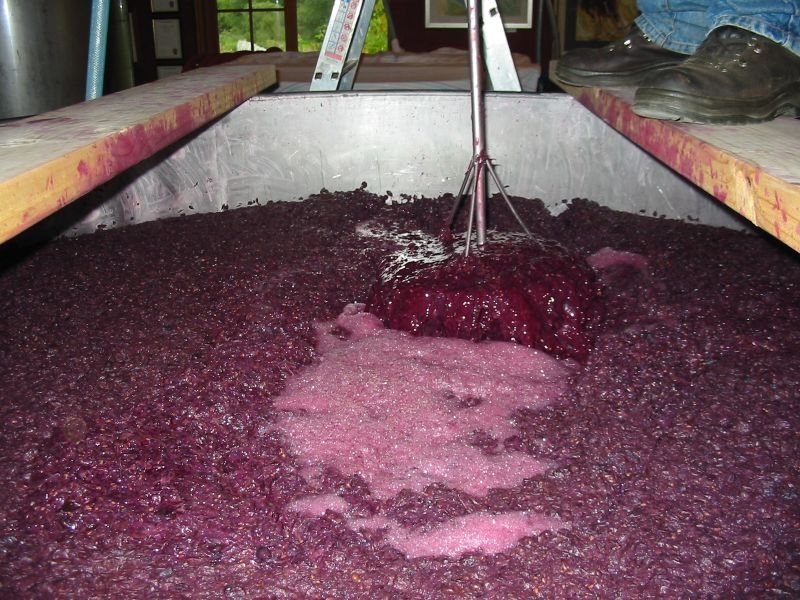
発酵途中の赤ワイン

一次発酵の間に、酵母細胞は、二酸化炭素とアルコールを生み出しながら、ムストの糖分を栄養として徐々に増殖していく。発酵最中のワインの温度は、最終生成物の味及び発酵速度に影響を及ぼす。赤ワインの場合だと22 - 25 ℃、白ワインだと15~18℃に保たれる。砂糖1グラムの糖分によって、0.5グラムのアルコールが生成されるので、12%のアルコール濃度を達成するには、ムストの糖分濃度が約24%でないといけない。ムスト中の糖分濃度は、測定された密度およびムストの重量から算定されるのだが、それらは検糖計とよばれる特殊な比重計の助けを借りて判別する。ブドウの果実そのものの糖分濃度が低めの場合、また別に砂糖が追加されることもある（補糖）。しかし、より商業的なワインの生産に関しては、補糖の作業は、生産地の規制の対象となる。
強めのアルコールに耐えられる酵母を用いると、12%以上のアルコール含有量を達成することができる。いくらかの酵母は液中で18%以上のアルコールを生成することができるが、高いアルコールを形成するためには、通常、追加の糖が添加される。
ワインのアルコール発酵中または発酵後に、特定の菌株がリンゴ酸をより穏やかな乳酸に変える間に、二次発酵(マロラクティック発酵)を行うことができる。この発酵は、所望の細菌を接種することによって開始される場合が多い。

### 圧搾

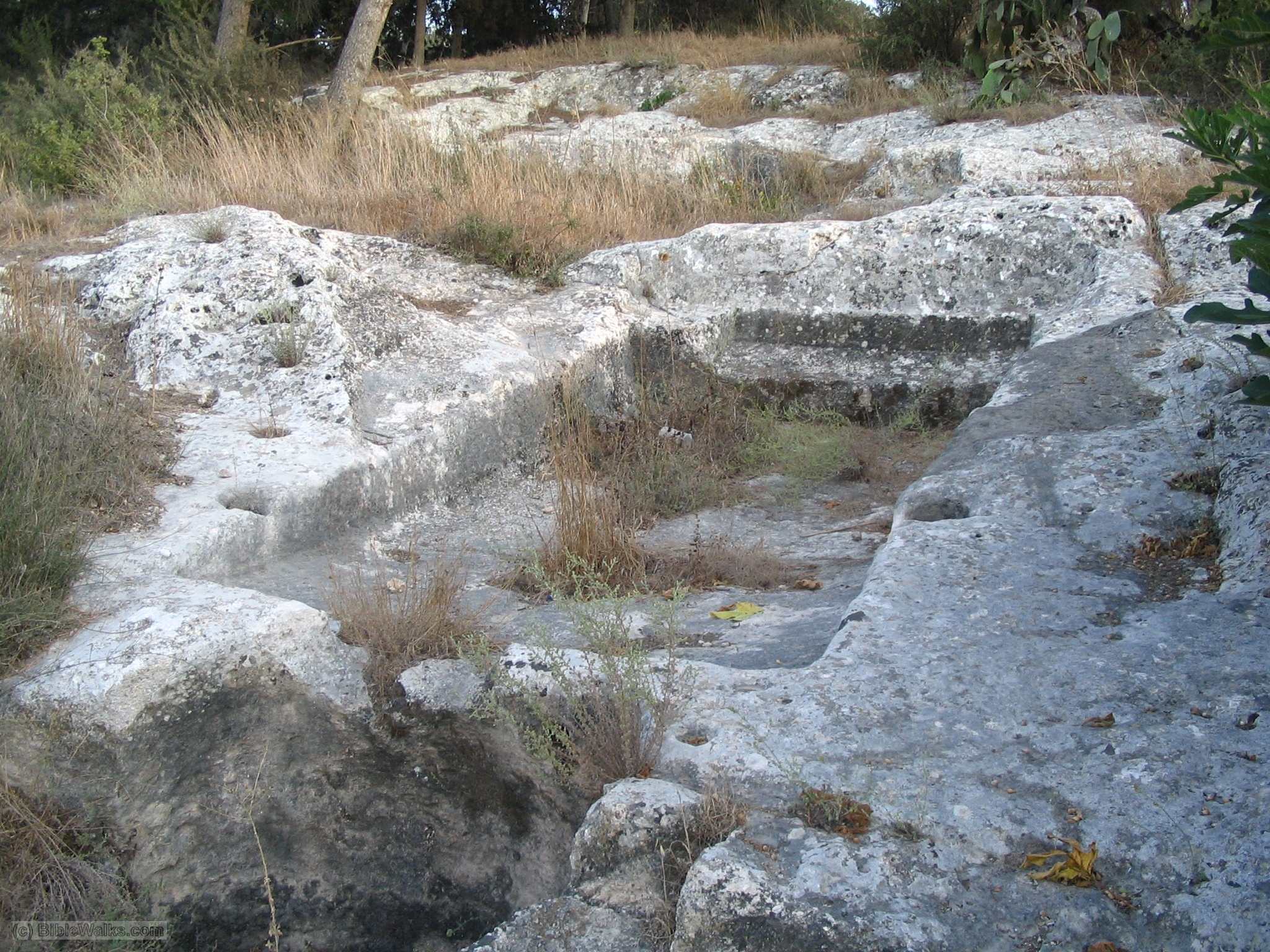
古代の人々がワイン造りの時に、圧搾作業を行っていたところ（イスラエル）

ワインにおいての圧搾作業は、ブドウやブドウの皮からジュースとワインを分別するために、果実やポマースに圧力をかける行為である。圧搾果汁は、フェノール系の化合物の放出・増加のために、品質が低い。それらの化合物は、圧搾されたブドウとともに、液中で知覚される薬草のような味の原因となる。この工程は必ずしもワイン造りに必要なことではない。ブドウが粉砕されると、醸造に利用されることもある大量の果汁が自然と遊離する。これがいわゆるフリーラン果汁である。典型的には、このフリーラン果汁というものは、圧搾果汁というものより高級である。しかし、プレス果汁のほうが希少なフリーラン果汁に対し、簡単にワイン中の15 - 30%を占めることができるため、多くのワイナリーは、圧搾果汁を多く使っている。
可動する面と固定された面との間にブドウの皮若しくはブドウ全体の房を配置すると、すぐに圧搾機が作動し、二つの表面との間の容積をゆっくりと狭くしてゆく。現在の圧搾工程は、圧搾周期の持続時間と果実にかける圧力をあらかじめ決定した上で行われ、通常0バールから2.0バールにまで上昇する。時にはワインメーカーは、圧搾果汁の流れを分けるための圧力をかけるのだが、その技術は「プレスカット」と呼ばれる。圧力が増加するにつれ、ブドウの皮から果汁へ抽出されるタンニンの量は莫大なものとなり、しばしば圧搾果汁を渋いものあるいは刺激の強いものにすることがある。また、果実（水分および酸は主に中果皮または果肉中に存在するが、タンニンは外果皮または皮および種子中によく存在する）中のブドウ果汁成分の存在位置のために、圧搾果汁やプレスワインはフリーラン果汁・ワインよりpHが高く、酸性度が低い傾向がある。
近代以前のワイン醸造においては、プレス工程は木製の圧搾機を使って手動で行われていた。木製圧搾機は、固定板と、その上に取り付けられてある木製のシリンダーに、下方へ押し付けることが可能な可動プレートがあるという構造である。圧搾機の操縦者は、ブドウやその絞りかすを木製シリンダーに積み込み、さらに天板を所定の位置に置いて果汁が下方へ流れるまで下降させる。やがて果汁の流れが弱くなってくると、板は再び固定される。この工程は、圧搾果汁またはブドウ酒そのものの品質が標準以下に達する、若しくは全ての液体が圧搾機にかけられたと監督者が判断するまで続く作業である。1990年の初期以来、現代の機械式木製圧搾機は、高い歴史を誇る木製圧搾機（バスケットプレス）の穏やかな圧搾作業を探求している、高級品指向のワイン製造者によって復活した。バスケットプレスは比較的小さなデザインをしており、搾りかすは圧搾機を離れる前に果汁が移動するのに比較的長めの経路を提供する。

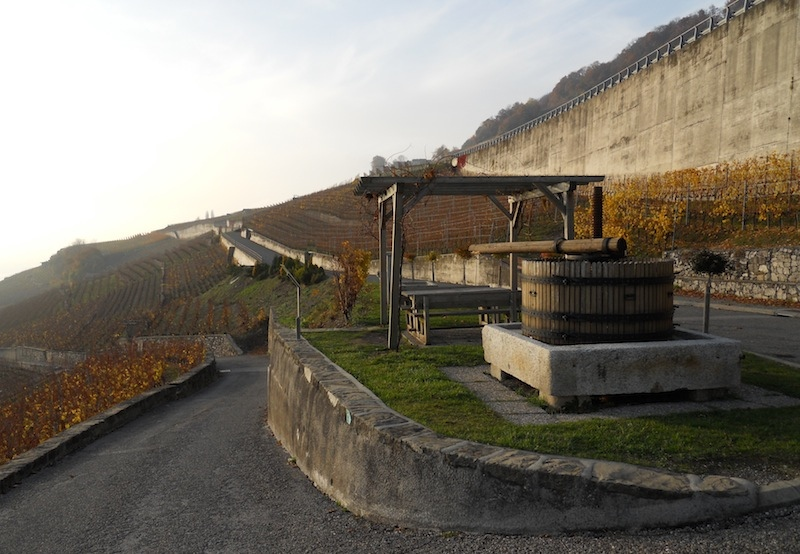
世界遺産となっているブドウ畑にあるプレス機

赤ワインの場合ムストは、液体から皮や他の固形物を分離する第一次発酵の後、圧搾機にかけられる。一方白ワインの場合だと、液体は発酵の前に分離される。ロゼワインの場合となると、ブドウの皮は液体に独特の色を着色するために、少しの間ムストと接触させる。いくらかの年月が過ぎ、ワインがしっかりしたものになったら、ワインは液中に残っている死んだ酵母または、残存した固形物（所謂おり）から分離され、そこから第二次発酵を行うために液体は新しい容器に移されることとなる。

### ピジャージュ
ピジャージュ（Pigeage）とは、フランス式のワイン造りに関する用語であり、開放式発酵タンクにおける伝統的な、ブドウ踏み潰し技法のことである。特定の種類のワインを造るため、ブドウは専用の破砕機にかけられた後、開放式の発酵タンクへ注がれる。発酵が始まると、ブドウの皮は発酵過程で生じる二酸化炭素の力によって表面に押し出されるのである。この際に生じるブドウの皮及び他の固形物の層は「キャップ」と普通呼ばれる。皮はタンニンの源であるがために、キャップは毎日液体を通して混合され、そして桶を通して叩かれる必要がある。

## 冷却（安定化）
冷却による安定化は、液中の酒石酸塩（一般的には酒石酸水素カリウム）の結晶を還元する作業である。ワインの中に存在する酒石酸塩の結晶は、砂の粒のような外見をしており、それらは「ワインのダイアモンド」もしくは「ワインクリスタル」という名称でも知られている。またそれらはカリウムと酒石酸の結合で成り立っており、一見すると液中で沈降しているように見えるが、実はそうではない。第一次発酵が終わった後、液体は1週間から2週間ほど冷凍状態に近づく（温度が低下する）。これは酒石酸塩の結晶がワインより分離し、容器の側面の結晶が付着することを引き起こす原因となる。ワインが容器の中から流出されると、酒石酸塩がその中に残される。またそれらは、非常に低い温度の中で備蓄されているワインの容器に注ぐことも可能である。

## 第二次（マロラクティック）発酵と熟成

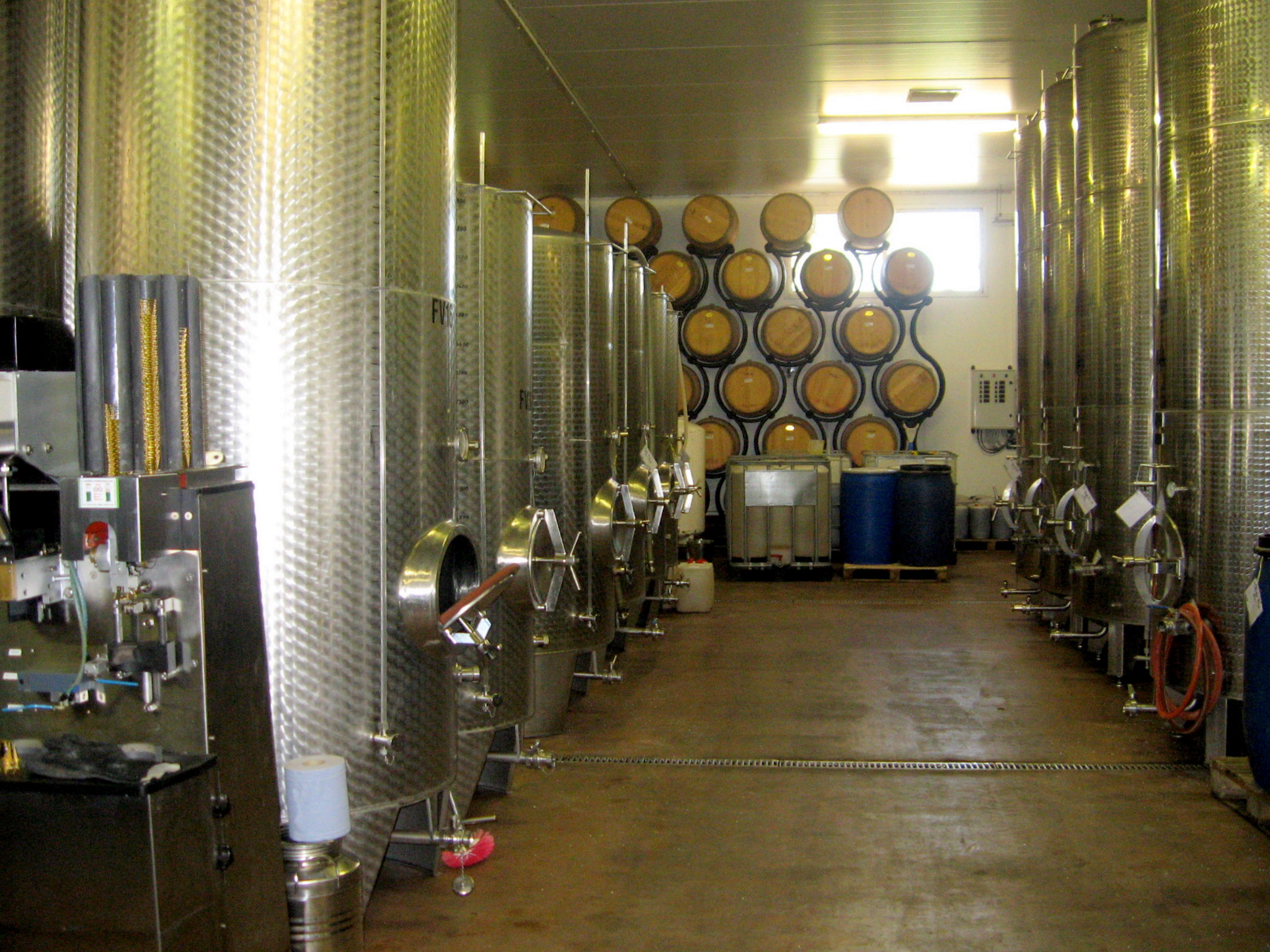
ワインの発酵が行われている鋼鉄の円筒と、内部で液体の熟成が行われているオーク樽（イングランドのグロスタシャー）。

液中のリンゴ酸を特殊な菌を利用して乳酸へ変えるマロラクティック発酵および3か月を要する熟成過程において、ワインの発酵は非常にゆっくりと進行していく。液体の酸化を防ぐため、ワインはエアロックされた特殊な容器に保管されることとなる。ブドウにおけるタンパク質は分解され、残存の酵母細胞及びブドウ由来の他の粒子は沈殿する。その後やがて酒石酸カリウムもまた析出し始め、ボトリング後の酒石酸塩結晶が出現されるのを防ぐための冷安定化によってそれらを補強することができる。これらの過程の存在により、元々濁ったワインが澄むようになるのである。またこの過程において、一旦ワインを棚に収納することも可能なのである。
二次発酵は通常、ブドウ酒製造者の目標に応じ、数立方メートルの大型ステンレス鋼製容器、オーク樽及びガラス製の大瓶（カーボイ）にて行われる。一方でオーク樽で熟成されなかったワインは、液体の最終的な味覚に影響を及ぼさないステンレス鋼などからできた容器で発酵が行われる。望まれる味において、ブドウ酒をステンレス鋼の中で完全に発酵を終わらせたりするか、またはその中で一時的に発酵させたのち、オーク樽に注いで保管させるということもなされる。オーク樽へ注入する作業は、第一次発酵が非木製の容器にて行われた際に、一種の補いとしてよく行われる作業である。これは、より安価なワインの醸造過程においてよく行われる作業である。
また、初心者のワインメーカーは、醸造中に、大型の、ガラスでできたデミジョンと呼ばれる瓶に一旦ワインを移す作業を行うことも少なくない。デミジョンという瓶は、およそ4.5リットルから54リットルの容量が存在する。用いられる容器は、醸造中のワインの量、それに使用されているブドウの品種、およびワインメーカーの意図に依存する。

## マロラクティック発酵
マロラクティック発酵は、乳酸菌がリンゴ酸を、物質代謝で乳酸と二酸化炭素に変化させた際に起こる。これは、特別に培養されたバクテリア（細菌）の菌株が液中で成熟したワイン、または未培養の乳酸菌が液中に存在するワインに、よく行われる処置である。マロラクティック発酵は、液中の高濃度のリンゴ酸が不快で酷い苦みを生む一方、乳酸はより穏やかで酸味が少ないので、リンゴ酸の濃度が高いワインの味を高く向上させることができる。乳酸は、主に乳製品の中に存在する酸である。この作業を行うことにより、ワインの全体的な酸の量を減少させることが可能なのである。なぜなら、リンゴ酸には2つのカルボキシ基（-COOH）が存在するが、乳酸は酸基が一つしかないからなのである。だがしかし、液中のpHは常に監視され、白ワインの場合はpHが3.55、赤ワインだと3.80を上回らないようにする必要がある。おおよそのpHは1グラム毎リットルの酒石酸添加に対し、0.1単位の割合で減少させることができる。
マロラクティック発酵における乳酸菌の作用は、いくらかのシャルドネが液中の細菌によるジアセチルの生産のために、「バターのような」風味を仕立て上げることが可能な理由なのである。ほとんどの赤ワインは、完全なマロラクティック発酵を経て、液中の酸を減少させ、2度目のマロラクティック発酵が起きる可能性を排除する。一方、白ワインの場合、マロラクティック発酵の使用法は様々である。中でも軽めの芳香性ワイン（リースリングなど）は、一般的にマロラクティック発酵を経ない。樽仕込みのシャルドネのようなもっとコクのあるワインとなると、マロラクティック発酵にかけられる方が一般的である。場合によっては、50%未満の部分発酵というものが行われることもある。

## 研究所でのテスト

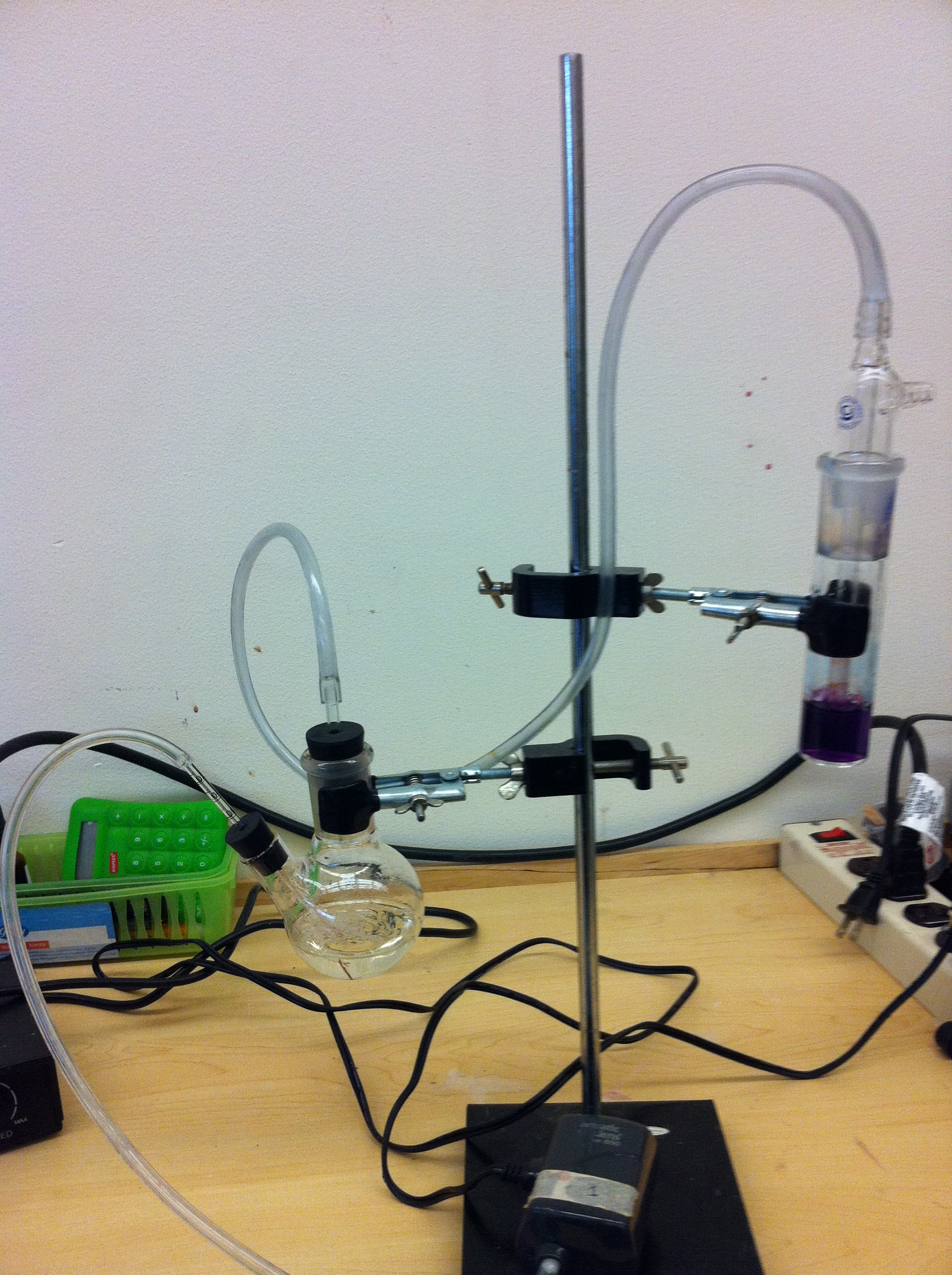
ワインに含まれる二酸化硫黄の量を調査している様子

ワインが容器の中で熟成が進んでいるかどうかに関わらず、テストは定期的に研究所にて行われ、ワインの状態をチェックされる。一般的な実験においては、Brix、pH、(滴定可能な)酸度、残存糖、(遊離しているもの及び利用可能なものを含む)硫黄、揮発性酸度にアルコールの濃度まで厳しくチェックされるのである。追加のテストは、酒石酸(酒石酸水素カリウム)の結晶化及び熱不安定性タンパク質の液中における沈殿のためのものが含まれており、このテストは白ワインにのみ限定されるテストである。これらは主に、ワインの瓶詰め作業の直前に行われることが多い。これらのテストの結果に応じ、ワインメーカーはそれに適当な処置、例えば二酸化硫黄の添加などを行うことが可能である。のちに、官能検査といったものも行われるようになり、これらに対応して、ワイン製造者はブドウ酒の味を穏やかにするためのタンパク質添加などの処置を、行うことができる。
°Brixとは、ブドウ果汁内の可溶性固形物の1つの尺度であるが、これは必ずしも砂糖に限ったことではなく、塩、酸、更にはタンニンなどの様々な固形物も含まれており、これらは時には、Total Dissolution Solids（TDS）とも呼ばれる。なぜなら糖というものは、ブドウ果汁の中の主要な化合物なのであり、この計算単位は有効的に糖分の尺度となるからなのだ。ブドウの糖分レベルは、ブドウの成熟度の間接的指標と共に、ワインの最終的なアルコール含有量をも決定する。Brix （略してBx）は、100グラムの溶液あたりの重さ（グラム）で測定されるため、20 Bxは100グラムの溶液(果汁)に、20グラムの化合物が溶けているということを意味している。他にもエスクレ(Oechsle) (ドイツ)、Beaume(フランス)など、多くのブドウ果汁の糖度を表す尺度が存在する。フランス語由来のボーメ度(略してBe°もしくはBé°)においては、1Be°は約１%のアルコールに相当する。また、1Be°は、1.8Be°(100グラム当たり1.8グラム)の糖分濃度に等しい。これに従って、1％のアルコール含有を達成するために、ワイン製造者は100mlあたり1.8グラムの糖分もしくは、1Lあたり18グラムの糖分を添加する。これは、一部の国や米国カリフォルニア州などで違法とされている補糖法とされている。
Brixは、通常、屈折計若しくは比重計で測られ、一般的に、比重計は安価な代用品とされている。
揮発性酸度のテストは、蒸気蒸留可能な酸が液中に存在するか確認するためのものである。主に存在するのは、酢酸（酢の主成分）、乳酸、酪酸、プロピオン酸にギ酸である。通常、これらの検査は現金を通して行われるが、HPLC、ガスクロマトグラフィー、酸素法などの方法も存在する。健全なブドウにみられる揮発性酸度は微生物代謝の副産物であるが故に、無視することが可能である。なぜなら酢酸菌は増殖するために酸素を必要とするため、ワイン容器の空気を除去してくれるだけでなく、二酸化硫黄の添加も菌の増殖を制限するからである。カビの生えたブドウを拒否することにより、酢酸菌に関連した問題の発生を防ぐことが可能である。二酸化硫黄の使用や濃度の低いビタミンAの接種といった方法で、サッカロミケスの菌株を生産することにより、酢酸生成酵母が抑制される可能性が存在する。ワインから揮発性の酸性度を除去するための比較的最近考えられた方法は、逆浸透というものである。
混合法は、ビタミンAの濃度が高いワインにも役に立つ方法である。濾過すなわち微生物を除去することができる。またビタミンAの濃度が低めのワインの場合は、酢酸のレベルを感覚閾値以下にすることも可能なのである。
液中の二酸化硫黄は、比較的単純な実験装置で容易に測定が可能である。それには複数の方法が存在する。典型的なタイプのものはサンプルをリン酸で酸性化し、遊離した二酸化硫黄を蒸留し、過酸化水素水の中に集めるというものである。もう一つの方法は、二酸化硫黄と過酸化物は反応すると硫酸が生成される原理を上手く使い、指示薬を用いて終点まで液中の水酸化ナトリウムで滴定し、必要とされる水酸化ナトリウムの量を用いて算定する方法である。この方法は、赤ワインに関連した不正確さ、非効率な凝縮器、過度の吸引速度を有するが、その結果には再現性が存在し、僅か2.5~5%誤差がある。それにはワイン中の二酸化硫黄のレベルを制御するのに十分である。

## 混合法と清澄法
いくらかの特殊なワインは、製造者の望む味を達成するために、ボトリングの前に別のワインとの混合（ブレンド）がなされる。ワイン製造者は、異なる条件下で生産された、異なる種と樽番号からなるワインを混合することによって、知覚されたワインの不十分さを訂正することができる。こういった調整は、液中の酸やタンニンのレベルを調整するのと同程度に簡単なものから、一貫した味を実現するために色々な品種やヴィンテージを混合するような複雑なものにまでなり得る。
清澄剤は、ワイン製造中にタンニンを除去して渋みを低減し、ワインを曇らせるような粒子を除去するために使用される。どのタイプの清澄剤を使用するかはワイン製造者が決め、これらは製品・種類ごとに（通常、その特定の年のブドウに応じて）異なる場合がある。また、ゼラチンは、何世紀にもわたってブドウ酒の製造に使用されており、ワインの清澄化の伝統的な方法として認められている。これはまた、タンニン含有量を減少させるために最も一般的に使用される薬剤でもある。
しかし一般的にはゼラチンはワインには残っていない。なぜならゼラチンがワインの成分と反応するとワインが透明化し、そこからまた沈殿物を形成したのち、最終的に瓶詰め前の濾過によってすべて除去されるからである。ゼラチンの他にも、ワインの清澄剤には、微粉化カリウムカゼイン酸塩（この場合カゼインは乳タンパク質）、卵白、卵アルブミン、骨灰、雄牛の血液、にべ、ポリビニルポリピロリドン(PVPP)、リゾチーム、及びスキムミルクなどのように、畜産物に関連したものが多い。
一部の芳香ワインには蜂蜜や卵黄の抽出物が含まれている。
畜産物系のタイプではない濾過剤がワインに用いられることも少なくない。その例として、ベントナイト（火山粘土をベースとした濾材）、珪藻土、セルロースパッド、紙及び膜のフィルター（均一な大きさの穴を有するプラスチックポリマー材料の薄膜）などがある。

## 防腐剤
ワインにおいて最も一般的に使用される防腐剤は二酸化硫黄（SO2）であり、通常、液体二酸化硫黄、ソルビン酸カリウム、ナトリウム及びピロ亜硫酸カリウムのいずれかの形態でワインに添加される。
二酸化硫黄は、主に二つの作用を有する。第一に抗微生物剤であり、第二に抗酸化剤としての役割である。白ワインの製造においては、それは発酵の前及びアルコール発酵が完了した直後添加することが可能である。アルコール発酵の後にそれを添加した場合、マロラクティック発酵や細菌腐敗を防止または完全に停止して、酸素の有害な影響から液体を保護する効果がある。普通、1リットル当たり100mgまでの添加物（とりわけ二酸化硫黄）を添加することができるが、遊離したもの及び利用可能な二酸化硫黄は吸引法により測定され、最低でも30mg/リットルには調節されるべきであり、そして少なくとも瓶詰めまでには、このレベルに保たれる必要がある。ロゼワインの場合は添加量自体を少なくする必要があり、使用可能なレベルは1リットル当たり30mg以下でなければならない。
さもないと、マロラクティック発酵の終わりに使用され白ワインの場合と同じ機能を果たすことになる。しかし、赤色の色素が漂白されるのを避けるには、少量の添加物(例えば、1リットル当たり20mg)を使用すべきであり、かつ、保守レベルは1リットルあたり約20mgでなければならない。少量の添加(例えば1リットル当たり20mg)は、アルコール発酵後及びマロラクティック発酵の前の赤ワインにおいての僅かな酸化と、酢酸菌の繁殖を防ぐことが可能である。
もしワインに二酸化硫黄を添加しなかったら、ワイン造りの実践がいかに衛生的であったとしても、ワインは容易に細菌の腐敗をこうむらなければならなくなる。
ソルビン酸カリウムは、酵母などを含む細菌の繁殖を制御、特に瓶内の甘口ワインのために有効な物質である。しかしながら、潜在的な危険の一つは、強力で不快な副産物であるゲラニオールへのソルビン酸塩独自の代謝である。ゲラニオールの生成というのは、マロラクティック発酵中に液中にソルビン酸が存在する場合にのみ起こり、これを避けるためには、十分に殺菌された瓶に入れておくか、液に、細菌の繁殖を抑えるのに十分な二酸化硫黄が含まれている必要がある。滅菌した状態でボトリング際には濾過が欠かせなくなる。
しかし、一部のワインメーカーは、防腐剤を使用していない天然のワインを製造している。通常、ワインが瓶詰めにされ、コルク栓をされると 、5°C（41°F）に近い温度で冷凍状態にされる。

## 濾過
ワインの醸造過程において、濾過は、清澄化(浄化)と微生物による安定化の二つの目的を達成するために行われる。清澄は、液体の外観に影響を与える比較的大きな粒子が除去する作業である。一方で微生物による安定の作業では、ワインの安定性に影響を与える微生物は除去されるので、再発酵あるいは腐敗の可能性が減少することになる。
浄化の過程は、粗洗浄が必要な5〜10 mm（0.20~0.29インチ）より大きなものや、浄化及び研磨が必要な1~4㎛大きいタイプの粒子の除去に関係している。抗菌的安定化においては、最低でも酵母の場合は0.65 mm、細菌だと0.45 μmの保持率を持つフィルター処理が必要となってくる。しかし、このレベルでのフィルター処理は、ワインの色やコクを軽くしてしまう可能性もある。微生物安定化は、無菌性、すなわち、あらゆる形態の生命および他の生物学的因子の排除（除去）または死滅（不活性化）を意味するわけではない。それは単に、相当量の酵母とバクテリアが無害なレベルまで除去されてワインが安定したことを意味する。
ワインを35°F（2°C）の冷蔵庫にて保管することで、液体の清澄を自然に行うことができる。ワインが落ち着いて成長するのには約1か月かかるが、その際、化学物質は必要とされない。

## ボトリング

糊付きのラベルをワインの瓶に貼る機械（フランス）

ピロ亜硫酸ナトリウム（亜硫酸塩）の最終用量は、ワインを保存し、容器内での余計な発酵を防ぐために添加される。続いて、ワインが入った容器は、伝統的にはコルクで封印される。コルクはコルクガシの樹皮を剥離し加工したものである。近年では、特有の汚れが少ない合成コルクやスクリューキャップ（ねじぶた）なども使用する。ワインの醸造における最終工程は、密封のためにあらかじめ加熱された容器の上部にカプセルを取り付けることである。

## ワイン生産国
伝統的にはヴィントナー（vintner）という呼び名を持っているワインメーカーは、普通、ワインを製造することに関しての保証が認められた者のことを指す。彼らは、ワイナリーなどの従業員である場合も多い。以下は、ワインの生産が盛んな15ヵ国のリストである。(1000ヘクトリットル単位)
| 国家           | 2010    | 2011    | 2012    | 2013    | 2014    | 2015    | 2016    |
| -------------- | ------- | ------- | ------- | ------- | ------- | ------- | ------- |
| フランス       | 44,381  | 50,757  | 41,548  | 42,004  | 46,698  | 47,000  | 45,200  |
| イタリア       | 48,525  | 42,772  | 45,616  | 52,029  | 44,739  | 50,000  | 50,900  |
| スペイン       | 35,353  | 33,397  | 31,123  | 45,650  | 41,620  | 37,700  | 39,300  |
| アメリカ       | 20,887  | 19,140  | 21,650  | 23,590  | 22,300  | 21,700  | 23,600  |
| アルゼンチン   | 16,250  | 15,473  | 11,778  | 14,984  | 15,197  | 13,400  | 9,400   |
| オーストラリア | 11,420  | 11,180  | 12,260  | 12,500  | 12,000  | 11,900  | 13,100  |
| 南アフリカ     | 9,327   | 9,725   | 10,569  | 10,982  | 11,316  | 11,200  | 10,500  |
| 中国           | 13,000  | 13,200  | 13,511  | 11,780  | 11,178  | 11,500  | 11,400  |
| チリ           | 8,844   | 10,464  | 12,554  | 12,820  | 10,500  | 12,900  | 10,100  |
| ドイツ         | 6,906   | 9,132   | 9,012   | 8,409   | 9,334   | 8,900   | 9,000   |
| ポルトガル     | 7,148   | 5,622   | 6,308   | 6,237   | 6,195   | 7,000   | 6,000   |
| ロシア         | 6,400   | 6,353   | 6,400   | 5,300   | 4,900   | 5,600   | 5,600   |
| ルーマニア     | 3,287   | 4,058   | 3,311   | 5,100   | 3,700   | 3,600   | 3,300   |
| ブラジル       | -       | -       | -       | 2,700   | 2,600   | 2,700   | 1,300   |
| ハンガリー     | -       | -       | -       | 2,600   | 2,400   | 2,800   | 2,800   |
| その他の地域   | 27,847  | 30,906  | 27,194  | 31,000  | 27,100  | 26,800  | 27,300  |
| 世界全体       | 264,425 | 267,279 | 257,889 | 290,100 | 269,500 | 274,700 | 246,700 |

## 参考図書
- - Thomas Pinney, The Makers of American Wine: A Record of Two Hundred Years. Berkeley, CA: University of California Press, 2012